# مجموعه حاج رئیس
مجموعه حاج رئیس مربوط به دوره قاجار است و در بوشهر، محله بهبهانیها، خیابان ساحلی، به فاصله ۶ متری دریا واقع شده و این اثر در تاریخ ۲۶ بهمن ۱۳۷۷ با شمارهٔ ثبت ۲۳۰۶ به‌عنوان یکی از آثار ملی ایران به ثبت رسیده است.